# Auchinleck
Pour le Field Marshal de la Seconde Guerre mondiale, voir Sir Claude Auchinleck.
Auchinleck (gaélique écossais: Achadh nan Leac) est un grand village avec une population d'environ 3 900 habitants, située à 8 km au sud-est de Mauchline Muirkirk et à quelques kilomètres au nord-ouest de Catrine Craigmalloch Cumnock, dans le East Ayrshire, en Écosse. Près du village se trouve « Auchinleck House », ancienne demeure de l'homme de loi, diariste et biographe James Boswell, 9e Laird d'Auchinleck.
Le club de football junior Auchinleck Talbot joue à Beechwood park dans le village.
Son nom dérive d'Achadh nan Leac, qui signifie, en écossais, « Champ des pierres levées ».